# آرژونتره-دو-پلسی
آرژونتره-دو-پلسی (به فرانسوی: Argentré-du-Plessis) یک کمون در فرانسه است که در canton of Argentré-du-Plessis واقع شده‌است. آرژونتره-دو-پلسی ۴۱٫۴۶ کیلومتر مربع مساحت دارد ۸۹ متر بالاتر از سطح دریا واقع شده‌است.